# إيه سي كوبرا

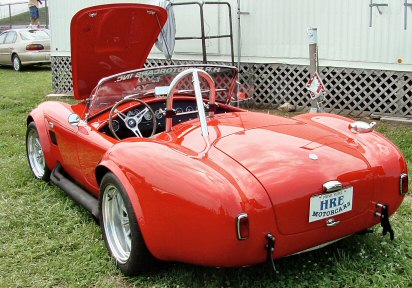
اي سي كوبرا

أي سي كوبرا (بالإنجليزية: AC Cobra)‏ هي سيارة رياضية بريطانية صنعت في الستينات من القرن العشرين.